# Provincia di Ocros
La provincia di Ocros è una provincia del Perù, situata nella regione di Ancash.

## Geografia antropica

### Suddivisioni amministrative
È divisa in 10 distretti:
- Ocros
- Acas
- Cajamarquilla
- Carhuapampa
- Cochas
- Congas
- Llipa
- San Cristóbal de Raján
- San Pedro
- Santiago de Chilcas